# Lincoln Challenger 1979
Il Lincoln Challenger 1979 è stato un torneo di tennis facente parte della categoria ATP Challenger Series nell'ambito dell'ATP Challenger Series 1979. Il torneo si è giocato a Lincoln negli Stati Uniti dal 16 al 22 settembre 1979 su campi in cemento.

## Vincitori

### Singolare
Matt Mitchell ha battuto in finale  Peter Rennert con il punteggio di 6–4, 6–2

### Doppio
Joel Bailey /  Bruce Kleege hanno battuto in finale  Steve Denton /  Peter Rennert con il punteggio di 0–6, 6–4, 6–4